# 勇者30
『勇者30』（ゆうしゃさんじゅう、Half-Minute Hero）は、2009年5月28日にマーベラスエンターテイメントから発売されたPlayStation Portable用のゲームソフト。
2011年6月29日にはXbox Live ArcadeでXbox 360版の『HALF-MINUTE HERO -Super Mega Neo Climax-』が配信開始された。
2012年9月27日にはValve社のゲーム配信サービスであるSteamで『Half Minute Hero: Super Mega Neo Climax Ultimate Boy』が配信開始された。

## 概要
フリーゲームの『三十秒勇者』が元となっている。ジャンル名は「超速RPG」。4つのゲームが収録されており、いずれも基本的に30秒という短い時間で目的を果たす内容となっている（ただし時間を巻き戻すと言った手段はある）。
500年もの永きに渡り繰り広げられてきた人類と魔王との壮絶な戦いの物語を4つの異なる視点から描く。
高見沢俊彦を始めとし、作曲者やイラストレーターなどの数々のクリエイターが参加している。また、ゲーム内のアイデアを一般から募集していた。マップやキャラクターなどは、主要キャラのイベント挿絵を除き、全てレトロゲームを思わせるドット絵を拡大したものとなっている。
2011年8月4日には続編として『勇者30 SECOND』が発表された。

## 内容
これらのシナリオは全て同一の世界を舞台としており、それぞれ違う時代の出来事を描いている。
一見、シナリオ間の関連はあまり無さそうだが、シナリオをクリアしていく事で繋がりが見えてくる。

### 共通設定
時間がなくなってきたら、時の女神にお祈りをすることで、30秒まで（「王女30」は捧げた金額に応じて）時間を巻き戻してもらえる。ただし有料であり、「勇者30」では時間を戻すたびに要求される金額は高くなっていく。「魔王30」は巻き戻す度に有り金（そのステージ内で溜めて所持している金額）を全て取られる。但し、「騎士30」は他とは逆の、時間切れまで耐え抜くルールなので、このシステムは存在しない。

### 勇者30
ジャンルはロールプレイングゲーム。魔王が世界を滅ぼす呪文を唱え終わるまでの30秒以内に魔王を倒す。一定歩数に達すると敵とエンカウントする方式を取る。
時代は女神暦100年。女神歴とは、時の女神と超魔王の戦いを紀元とした紀年法である。
レベルを上げ、装備を整え、町の人の頼みをきく……などのRPGでよくあることを、全て30秒以内にやらなければならない。が、町にいる間だけは時間が止まる。高難易度モードの場合は町中でも時間が流れる。
勇者の行動次第でステージが分岐する事もあり、分岐点全てを含めると全51ステージに及ぶ。分岐点を考えず、ステージ1から最終ステージまでを結ぶと、その合計は30となる。また、サブイベントや隠しアイテムが多数盛り込まれている他、それぞれのステージには取得出来る称号が二つ用意されており、それらを模索する楽しみ方もある。
ステージ開始前に入手済みの装備品を自由に選択出来るが、挑戦するステージよりも後のステージで入手した装備品はタイムパラドックスを防ぐ為に装備不可能。
『ヴァルハラナイツ2 バトルスタンス』とのコラボレーション企画として、「勇者30」モード内に『ヴァルハラナイツ2』を模した隠しステージも登場している。このステージのみ、タイトルが「ヴァルハラナイツ30」に変わる。仕事を請けて資金を稼いだり、パーティ編成をしたりと必須行動が多く、マップも広大であり、難易度は高い。

### 王女30
ジャンルはシューティング。門限までの30秒以内に、王様の病気を治すための薬草を取りに行く。
時代は女神暦300年。勇者、魔王の時代よりも未来である。
道中現れるモンスターを兵士たちとともにボウガンで倒しながら進み、目的を果たし、門限までに城に戻ればステージクリアとなる。ダメージを受けると兵士が脱落して行き、スピードが落ちる。ステージ内には赤いカーペットが配置されており、その上に乗っている間は時の女神が金を回収するので、時間が巻き戻る。ステージ内に存在する妖精に触れると、一定時間全方向攻撃や地形無視などの恩恵を受ける事が出来る。
メインミッションの他にサブミッションも存在し、クリアする事でボウガンを強化するなどの恩恵を得られる。このシナリオはメイン、サブの全てステージの合計が30である。

### 魔王30
ジャンルはリアルタイムシミュレーション。魔王の弱点である太陽が昇るまでの30秒間で、操られた人間たちを倒していく。
時代は女神暦200年。勇者が大魔王を倒した100年後。
モンスターを召喚し、敵を倒していく。召喚するモンスターと敵には3すくみの関係があり、相手に対して強い関係にあるモンスターを召喚していくこととなる。パワータイプはスピードタイプに強く、スピードタイプはショットタイプに強く、ショットタイプはパワータイプに強い。
魔力を表す魔法陣ゲージが表示され、そのゲージが多い程強いモンスターを召喚出来る。ゲージはモンスターを召喚すると減り、時間と共に増える。魔王が敵の攻撃を受けると魔法陣が小さく（ゲージの最大値が減る）なり、弱いモンスターしか召喚出来なくなる。ステージには金の樽が設置されており、触れると持ち金全てと引き換えに時間が巻き戻る。また、敵の攻撃で減った魔力も最大値まで回復する。ステージクリア時に残っている金額は貯金され、一定値まで溜まると女神エステを受けて魔王の美しさに磨きがかかり（レベルアップ）、魔法陣が大きくなる。
サブストーリーをクリアすれば四天王も召喚可能になる。それぞれが周囲攻撃や敵の動きを止めたりなどの効果を持つ。また、「王女30」同様、全てのステージの合計が30である。

### 騎士30
ジャンルはアクション。賢者を守る騎士となり、賢者が呪文を唱え終わるまでの30秒間守り抜く。このモードは最初からは選択できず、他の3つのモードをクリアすると出現する。
時代は女神暦500年。時の女神の消失によって荒廃した世界が舞台。
賢者を連れながら逃げたり、罠を仕掛けたり、時には自ら戦う事でモンスターの足止めをする。ステージ内に落ちているものは殆どが使用出来る。例えば、枝や折れた剣なら武器になり、石なら投げつける事が可能。モンスターにダメージを与えると気絶し、石と同じように持ち上げて投げる事が出来る。
賢者は連れて歩く事が出来るが、その間は集中が出来ず、カウントダウンも止まってしまう。ステージ内に設置された聖域に賢者を連れていくと呪文を早く唱える事が出来る。騎士のHPが0になると魂になってしまうが、賢者のところに行けば蘇ることができる。騎士にはスタミナが設定されており、走ったり重い物を持って移動すると減少し、無くなると転んでしまう。スタミナは時間と共に回復する。賢者のHPが無くなるとゲームオーバー。
ステージ前には寝る間を惜しまず罠を作る事が出来、騎士のレベルが高い程、罠製作に掛ける時間が少なくなるのでより多くの罠を作る事が出来る。しかし、寝る時間が少ないと騎士のHPも少なくなるので、次のステージの内容を把握して戦略を立てる必要がある。

### 勇者300
「騎士30」をクリアすると、そこから連続する形で出現する本作の最終シナリオ。勇者を再び操作し、最後の戦いに挑む。システムは勇者30と同一だが、時間を巻き戻す事は不可能。
超魔王の復活により時空が歪み、崩壊まで300秒しか残されていない世界が舞台。
その名の通り、300秒以内に最終ステージを攻略し、立ちはだかる中ボスを倒し、最強の装備を揃え、勿論レベルを上げて最終ボスを倒さなければならない。このモードでは王女、魔王、騎士と言った各モードの主人公が集結し、勇者と共に最終決戦に臨む事となる。クリアするとグランドフィナーレを迎える。
この最終ステージは女神歴500年から元年よりも遥かに過去の古の時代までの5つの大陸に分かれており、60秒が経過する毎に未来の大陸から順に時が止まっていく。従って、遅くともそれまでには次の大陸に到達しなければならない。装備は至る所で様々な種類が販売されているが、時間は限られている為、装備品の取捨選択が重要となる。また、他モードの成績によっては最深部に最終ボスよりも強い隠しボスが配置される場合もある。

### 勇者3
エンディング後に出現する隠しモード。ジャンルは「超光速RPG」。レトロゲームの理不尽な難易度を意識しており、僅か3秒の制限時間でクリアを目指すと言うシビア過ぎるシナリオである（時間を巻き戻す事は可能。と言うよりそれが無ければクリア出来ない）。イベントらしいイベントは無く、マップ自体も小さいが、3秒しかないので瞬時の判断力と操作性が求められる。クリアするとおまけ要素が解禁される。

## 登場人物
各モードの主人公の名前は変更可能。

### 勇者30

#### 主要キャラ
勇者（ユウシャ）
勇者30モードの主人公で、このゲームの主人公。喋らない為、台詞は無い（プレイヤーが聞く事が出来ない）。元は世界を気ままに放浪する旅人であったが、たまたま訪れた国に魔王が出現して破滅の呪文を唱え始めた為、国王に勇者に仕立て上げられてしまう。その流れで魔王に挑むが、魔王が破滅の呪文を唱え終わるまで僅か30秒しか無かった為、到底間に合う筈も無く世界は破滅してしまう。しかしその後、時の女神に目を付けられて契約を結び、時を巻き戻して魔王を倒し、そのまま世界を救う旅に出る。女神との契約により、凄まじい速さでレベルが上がるが、一日でレベル1に戻ってしまう。足が速い事が取り得。21歳。
数々の冒険を経て大魔王を倒し、名実共に「勇者」となった。しかし最後までノワールを止める事は出来ず、再び世界が崩壊の危機に瀕した時に備え、時の女神の力で封印される事になる。
時の女神
時を司る女神。勇者と無理矢理契約を結び、世界を救う旅に連れ出した張本人。自称・スーパービューティ。お金が大好きで、非常にがめつい。その為、時間を巻き戻してもらうには現金を捧げなければならない。貧乏人は嫌い。女神らしからぬ、良く言えば気さく、悪く言えば軽い性格。しかし女神らしい面が無い訳でもない。遥か昔、超魔王と激しい戦いを繰り広げたが、力の源であるルビーを砕かれている為、当時程の力は残っていない。ドット絵では描かれていないが、巨大な砂時計を持っている。
ノワールを止める為に勇者と冒険を続けていたものの結局それは敵わず、勇者の時を止めて未来に希望を託した。その後は魔王や王女に力を貸していたが、最期はノワールの罠に掛かって消滅してしまう。
その後、賢者として転生したものの記憶を失ってしまう。ノワールを倒した後は元の姿に戻り、勇者達を元の時代へと送り返した。
作中では彼女についてはほとんど語られないが、続編にてその正体は全てを司る生命エネルギー「タイムストリーム」が神格化して意識を持ったものと語られた。
体験版の時点では残り時間が少なくなる度にプレイヤーの神経を逆撫でするような事を言っていた。
ノワール
各時代にて暗躍する魔人。全ての黒幕であり、勇者30では魔王達に破滅の呪文を教え、魔王30では人間達を洗脳し、王女30では呪いによって国王を不治の病に陥らせた。その目的は超魔王を復活させる事であり、ひいては超魔王の力を我が物とする事である。
続編には隠しステージに「ポリノワール」として一応の登場を果たすが、本作の最大の敵役であったにもかかわらず本編中はその存在については全く触れられず、時の女神にも「そんな奴もいたような気がする」程度で済まされるなど散々な扱いを受けていた。

#### キャラバン
モノシール30世
キャラバン隊として勇者の旅に同行する学者。通称・ハカセ。語尾に「あ～る」と付けて話す。ステージクリア後にそのステージ内の隠し要素のヒントを教えてくれる。
アイーシャ
勇者の旅に同行する少女。旅を通じて色々なものを見たいと考えている。クリアしたステージに分岐点が存在した場合はそれを教えてくれる。普段はそのステージの感想などを言うのみ。
ナライアン
キャラバン隊を率いる男性。長年の知識を生かして、冒険のヒントや先のステージの情報を教えてくれる。

#### 仲間達
セシリア
エルフの少女。森が燃やされた際に勇者に助けを求めてきた。森を救ったお礼に魔王退治に協力する。
リチャード
吟遊詩人。相棒は狼のロビン。成行きで一時的に勇者に同行する事になる。
バーバラ
二本の槍を使いこなす女戦士。報酬を払って雇う事で仲間に出来る。
ドノバン
山で暴れる山賊。自分を倒した勇者の実力を認め、仲間となる。
エレナ
優しく御淑やかなシスター。魔王に苦しめられる人々を救う為、勇者に協力する。
ハンク
海賊。モンスターにアジトを乗っ取られて困っていたところを勇者に助けられ、協力する。
ダイン
砂漠に名を馳せた老剣士。魔王退治に向かうが、魔王の城が見つからずに困っていた。アンデッドを一撃で倒す剣を持つ。
レクス
トカゲ族の王子。反乱軍に囚われていたが、勇者に救われ、仲間になる。
ナタリー
踊り子。魔王の所為で先に進めない為、共に戦ってくれる戦士を探している。仲間にする為には心を掴む必要がある。
カレン
正義感溢れる少女剣士。魔王を倒しに向かうが、道を間違えた挙句にモンスターに捕まってエサになりかけたところを勇者に助けられ、仲間になる。
セバスチャン
重い鎧を全身に纏った戦士。魔王を倒した勇者と共に戦う為、無条件で仲間になる。
カトリーヌ
森の奥でひっそりと暮らす老魔女。このステージの前に出会う亀仙人とは古い付き合い。
スコーピオン
両親が殺され、盗賊として生きてきた男。洞窟に閉じ込められていたところを勇者に助けられ、仲間になる。
ウスノロ
何故かネジで稼動する古のゴーレム。勇者によって起動させられ、共に戦う。凄まじい破壊力を誇るが、すぐに動力が尽きて停止してしまい、再起動には200年も掛かってしまう。
シルドニクス
旅の終盤に勇者が出会う翼竜。魔王に戦いを挑むが敗北し、傷付いているところを勇者に救われ、力を貸す。続編では彼の子供が登場する。

#### その他
ジャドー
アクドー三人衆のリーダーの悪ガキ。各地で悪の限りを尽くし、その都度勇者に阻止される。最後は魔王にさせられて正気を失うが、勇者によって助けられた。その際にお礼の品を渡しに追いかけて来た為、根っからの悪党ではない。超魔王が復活した際も、間違ったことと自覚しながらも「俺達らしい」行動として勇者の妨害に現れる。敗北後は勇者を「俺達に邪魔されても世界を救っちゃう男」と称賛して去っていった。
ヒドー
アクドー三人衆の一人。力持ちの巨漢だが頭が弱い。自分達の行動をいまいち理解しておらず、ジャドーの仲間だから悪事を働いているだけのある意味純粋な男。
ゲドー
アクドー三人衆の参謀。悪知恵で悪事を働く。慇懃無礼な性格で常に敬語だが口は悪い。実際のところはジャドーが放って置けないから行動を共にしており、本当は争いは苦手らしい。
サーシャ
死神魔王の城の近くで出会った緑の髪の少女。死神魔王を倒す為に協力を申し出るが、その正体は死神魔王によって蘇生させられたゾンビである。勇者に協力したのも破滅の呪文の時間稼ぎの為であった。しかし勇者と触れ合ううちに心情に変化が現れ、全てを打ち明け、真の勇者のみが使いこなせるという「勇者の剣」の許へ導いた（この時点ではただの錆びた剣）。その後、呪いが解かれた事で本来の姿に戻り、ゾンビ「グリーンヘア」として勇者の前に立ちはだかるが、他のゾンビと違って勇者に襲い掛かる事はなかった。
ここで彼女を倒すかどうかはプレイヤーに委ねられ、倒さなかった（逃走コマンドを使って一定時間経過させる）場合は勇者の剣に真の勇者として認められ、剣が本来の姿を取り戻し、サーシャは勇者に想いを伝えて成仏する。倒した場合は「ウオ…ヅギィ…（嘘吐き）」の言葉を残して死亡。勇者の剣は手に入らず、勇者は「うそつき」の称号を得てしまう。
このステージの少し前に「デュエルグリーブ」という、逃走不可になる代わりに高性能を誇る防具が手に入る。本作は負けてもスタート地点に戻るだけでペナルティが薄く、一見このデュエルグリーブはほぼデメリットの無い優秀な装備品のようだが、装備したままこのイベントに突入すると、プレイヤーの意志に関係無くサーシャを殺してしまうという一種のトラップとなっている。
続編にて、成仏した後に天使に生まれ変わっていた事が明かされた。条件を満たすと仲間になり、戦闘スキルは上記のイベントにちなんだ「うそつき！」となっている。
黒騎士魔王ザイン
赤い目が不気味に光る漆黒の魔王。その威圧感に違わぬ実力の持ち主。一度は勇者に倒されるものの、後に超魔王によって復活させられる。
続編でも復活して再登場する。また、彼の息子であるコザインも登場。
死神魔王ラミデス
死神と恐れられ、大魔王に次ぐ強大な力を持つ。死者をゾンビとして甦らせ、使役する事が可能。呪いによって勇者を惑わすが、サーシャの協力で呪いを打ち破った勇者に敗れる。しかし超魔王によって復活させられ、再び勇者と対峙する。
二度目の戦いで完全に倒された筈だが、続編でまたしても復活し、世界を脅かす事態を引き起こした。
大魔王ホロヴォス
勇者30のラスボス。ノワールによって復活させられた大魔王。その強大な力故、魔王達によって封印されていた。しかしその正体は死を恐れて不老不死を求めた、ただの老人である。最後は仲間達と共に立ち向かってきた勇者に敗れる。
勇者3でもボスとして登場する。

### 王女30
王女（オウジョ）
王女30の主人公。家族想いで国民想いな優しい王女。父の病気を治す為に薬草を探す旅に出る。ボウガンを握るとアグレッシブでハイテンションな性格に豹変する（体験版の時点ではこの設定は無かった）。豹変後の口癖は「ハリネズミにしてやるわ！」。本編まで王宮から出た事が無く、箱入り娘として育てられた為、やや一般の認識とはズレた天然ボケでもある。14歳。
勇者300では時空が歪んだ影響で暗くなった空を戻す（願いを叶える）為に四葉のクローバーを捜していた。事態の元凶である超魔王を勇者が倒そうとしている事を知り、協力を申し出る。
本作の主人公の中では唯一続編に登場しないが、彼女の性格設定や位置付けは主人公の一人・ユシアに引き継がれている。
国王
世界国の王。魔王（魔王30の主人公）によって平和が戻った世界を統一し、「世界国」を建国した人物。娘同様、ボウガンを持つと性格が変わったらしい。全てを見通す目やノワールを一蹴する程の肉体など、超人的能力を持つが、冒頭で病に倒れる。
王妃
王女の母。夫を「ダーリン」と呼ぶ。
ジョニー＆マックス
王女のお目付け役として籠持ちを任された兵士。幼馴染なので籠を持つ息はピッタリである。他の兵士が全滅してもこの二人はやられる事は無い。
ヒュージ
マックスの兄の兵士。一時、マックスが戦線離脱した際に参戦する。
ドラゴン
王女30のラスボス。自然界の王。ドラゴンと言っても西洋風の竜ではなく東洋風の龍寄りの外見である。本来は温厚な性格だが、ノワールによって凶暴化させられた。王女との戦いで正気に戻る。

### 魔王30
魔王（マオウ）
魔王30の主人公。美しさに異様に拘るナルシストで召喚魔法を得意とする。あまりに強い美意識が災いして、魔力を浴びて自身も魔力を持つ事で長寿となり、魔王となった。自己中心的なスーパーナルシストだが決して悪人ではなく、行動原理も「美しいものを守る為に醜い悪と戦う」に適っている。また、彼にとっての「美しさ」は外見だけではなく内面的なものも含めた概念である為、結果的に弱きを助け悪を挫く魔王として世界を救う。しかし自分の美しさに執着するあまり天然ボケ染みた行動や言動を取る事も多い。「世界征服」の意味を少々取り違えており、口癖のように「世界征服してくれるわ！」と叫んでいる。年齢不詳。
勇者30ではノワールにミレニアを人質に取られた事で暴走していたが、勇者によって正気に戻される。
勇者300では超魔王の魔力で正気を失って暴れていた。勇者によって再び救われ、共に超魔王に立ち向かう事となる。
続編でも再登場し、獲得した称号に応じて褒美をくれる役割として主人公に同行する。
ミレニア
魔王の恋人で人間の少女。珍しい紫色の髪が特徴で、それを理由に迫害を受けてきた。ノワールによって誘拐された際、勇者に助けられるが、魔法で蝙蝠のモンスターに姿を変えられてしまっていた。しかしそれによって結果的に長い寿命を得ている。普段は魔王の日傘代わりとなり、また、魔王の暴走を止めている。
魔王によってノワールが倒され、完全にではないが人間に戻る事が出来た。しかし女神歴500年には再び蝙蝠の姿になってしまっており、騎士達と出会う。
エンディングでは人間に戻ったが、続編では人間と蝙蝠の姿を自由に切り替えられるようになっていた（その為、数百年の時を経ても変わらず魔王の傍に居る）。
大臣
ノワールに唆されて悪行の限りを尽くす人間。敵役だが、戦闘前に既に吹き飛ばされたり偽のノワールに仕立て上げられたりなど、基本的にやられ役の小物である。
サイゾウ
大臣に金で雇われた用心棒。強い奴とケンカが好きな荒くれ者。魔王と敵対するが、最終的には魔王を気に入って味方となる。
クラウス
大臣に金で雇われた傭兵。与えられた任務をマシンのようにこなす。魔王曰く「兜の下は美しい」。彼もまた最後は魔王と共にノワールの野望を打ち砕いた。
四天王
本来は精霊だったが、魔王によって無理矢理四天王に仕立て上げられた。火の精霊・バゼラ、土の精霊・タリアン、水の精霊・カイシーン、風の精霊・キューラーの四体。

### 騎士30
騎士（ナイト）
騎士30の主人公。「ひた向きさ」と「従順さ」を武器に戦う半人前の騎士。モンスターの襲撃により、逃げ出す騎士達の中、唯一城を守る為に踏み止まるが、命を落としてしまう。賢者の力によって蘇生させられてからは、その命を賢者の為に張り続ける。16歳。
旅の果てに賢者と共にロージアとブルウッドを倒し、勇者の封印を解く事に成功するが、同時に超魔王も復活。更にはモンスターに囚われてしまう。勇者によって救出され、共に超魔王の下へ向かう。
ノワールを倒した後は改めて時の女神の騎士となった。時を止められた為、歳を取る事なく女神に扱き使われ続けている事が続編で明らかになった。
賢者
騎士を生き返らせた人物で。普段は面倒くさがり屋だが、いざ戦いとなると冷静に状況を分析し、騎士に的確な指示を与える。24歳。超魔王を倒す手段を探していると言うが、その素性は謎に包まれている。
その正体は時の女神の転生した姿であり、記憶を無くしつつも超魔王を倒すという使命の為に行動していた。最終局面では時の女神のルビーの力を引き出し、勇者達を勝利に導いたが直後に倒れてしまう。その後、時の女神の姿に戻った。尚、自分の意思で賢者の姿になれる事が続編で明かされている。
ちなみに騎士、賢者共に劇中では男性のように描かれているが、公式には性別は不明とされている。
グリアード
騎士達の前に立ちはだかる鳥人。額に貼られた札によってロージアに操られているが、賢者の魔法で正気に戻る。その後はブルウッド戦などで騎士達に加勢し、最後は自らを犠牲に時の女神のルビーを賢者に届けた。
続編でも再登場し、今度は主人公達の仲間として共闘する。
ロージア
騎士30のラスボス。超魔王から漏れ出す魔力によって生まれた魔人。少女の姿をしており、美形の男が好み。最後はルビーを得た賢者の魔法でブルウッド諸共消滅した。
ブルウッド
ロージアの為なら何でもする怪力魔人。外見とは裏腹に姉御肌の女性のような口調で話す。ロージアが賢者を気に掛けるので嫉妬し、葬り去ろうと襲い掛かる。
続編でも復活して再登場。ロージアの復活を目的に主人公達に襲い掛かるものの、敗北して再び消滅する。

### 勇者300
勇者
勇者30と同一人物。冒険で得たお金の全てと引き換えに時の女神によって400年間時を止められていたが、超魔王の復活と同時に覚醒。時空崩壊までの300秒の間に超魔王を倒し、全時空を救うべく再び旅立つ。覚醒当初はレベル1で装備が何も無く、パンツ一丁の上に素手の状態から出発しなければならない。
各時代の英雄と合流し、古の時代にて超魔王を打ち倒すも、直後に現れたノワールには為す術もなく敗北してしまう。しかし賢者の助力によって再びノワールに挑み、時の女神の砂時計を破壊する事で遂に勝利する。その反動で女神暦700年に飛ばされてしまうも、復活した時の女神の力で元の時代へと送り返され、真の勇者として凱旋した。
続編にも登場し、再び世界の危機に立ち向かう事となるが、今作の主人公だった事もあって相変わらず無口。
超魔王
嘗て時の女神と激しい戦いを繰り広げた存在であり、魔王達の女神。美しい風貌だがその力は宇宙を滅ぼし、時空を破壊する。この世界の魔力は超魔王から漏れ出したものである。力を使い果たして眠りに就いていたが、ロージアの死と同時に覚醒して時空を歪めた。全てを無に帰す事を渇望しており、女神歴元年に遡ってきた勇者達と戦うも敗北。弱った所をノワールに吸収され、超ノワールの一部になってしまう。
超ノワール
本作の最終ボス。時の女神から奪った砂時計と、勇者との戦いで弱った超魔王と融合し、神をも凌駕する存在となったノワール。禍々しい異形の肉体に超魔王が融合した姿をしている。一度はその圧倒的な力で勇者一行を敗北に追い込むも、賢者が時のルビーの力を引き出したことで再び立ち上がってきた勇者達に死闘の末に倒され、完全に消滅した。
内部には力の源と言える砂時計が隠されており、本体を倒すと巨体が後ろに移動し、砂時計が顕になる。これを破壊すればエンディングとなるが、本体はすぐに復活して突進（この時の本体の名称は「ノワールダッシュ」）と共に元の位置に戻るため、ダメージを与えられる機会は限られている。
尚、続編ではこの最終形態はノワールではなく超魔王として扱われている（人格はノワールに準じている）。

## スタッフ
- プロデューサー：高木謙一郎
- ディレクター：ＵＵＥ（吉田浩太郎） - 『三十秒勇者』の原作者
- アーティスト：高見沢俊彦
- ミュージックコンポーザー：古代祐三、桜庭統、森岡美瑛、駒形めぐみ、日比野則彦、足立美奈子、葉山宏治、山手安生、水谷広実、山田泰正、中川徹（柴田徹也）、麻中"SHA-V"秀樹、冷牟田卓志、エンジンズ、岩月博之、vistlip、石濱翔（MONACA）、青木佳乃
- メインキャラクターデザイン：須田彩加
- キャラクターデザイン：小林智美、仲井さとし、北千里、一徳、獅子猿、小城崇志、塚本陽子、はん、国末竜一、風間雷太、空中幼彩、山宗、原友和、結川カズノ、コザキユースケ
- 背景コンセプトゲスト：John Avon
- シナリオ協力：実弥島巧